# Gymnosporangium sabinae
Gymnosporangium sabinae  és una espècie de fong basidiomicot de  l'ordre dels puccinials (Pucciniales). És un fitopatogen de les espècies del gènere Juniperus (com hoste primari) i de les pereres (gènere Pyrus) com hoste secundari, on produeix una infecció coneguda com a rovell de la perera.

## Història natural

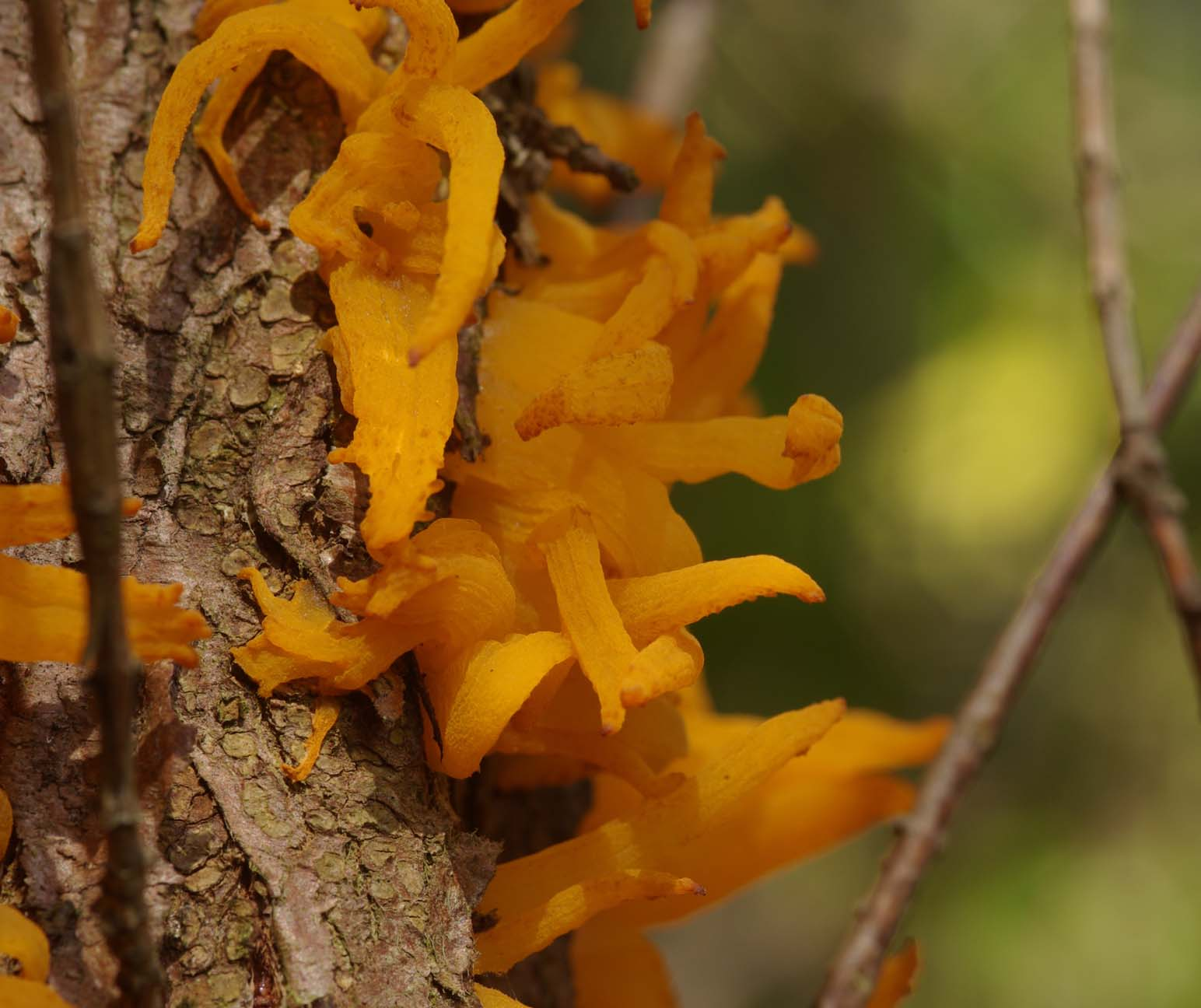
Telia emergint de l'escorça del ginebre

Com altres espècies de l'ordre, G. sabinae necessita dos hostes diferents per completar el seu cicle d'any en any. Els ginebres són l'hoste a l'hivern i la perera és l'hoste més comú a l'estiu. El fong produeix unes protuberàncies en el revers de les fulles de la perera anomenades ecis, que alliberen eciòspores que infesten els ginebres. A la primavera, els ginebres formen telis, que són masses gelatinoses de color taronja que produeixen un altre tipus d'espores, les teliòspores, que seran alliberades i infestaran noves pereres.
La malaltia causa una taca de color groc-taronja que en les fulles de les pereres es torna de color vermell brillant. La malaltia pot defoliar completament la perera.

## Control
Esporgar els brots infestats dels ginebre pot reduir l'extensió de G. sabinae. El mètode més directe de control és eliminar els ginebres propers a la perera. Els fungicides, típicament els sistèmics, a les pereres s'apliquen a la primavera i estiu.